# Valdemar Frederik Andreas Berggreen

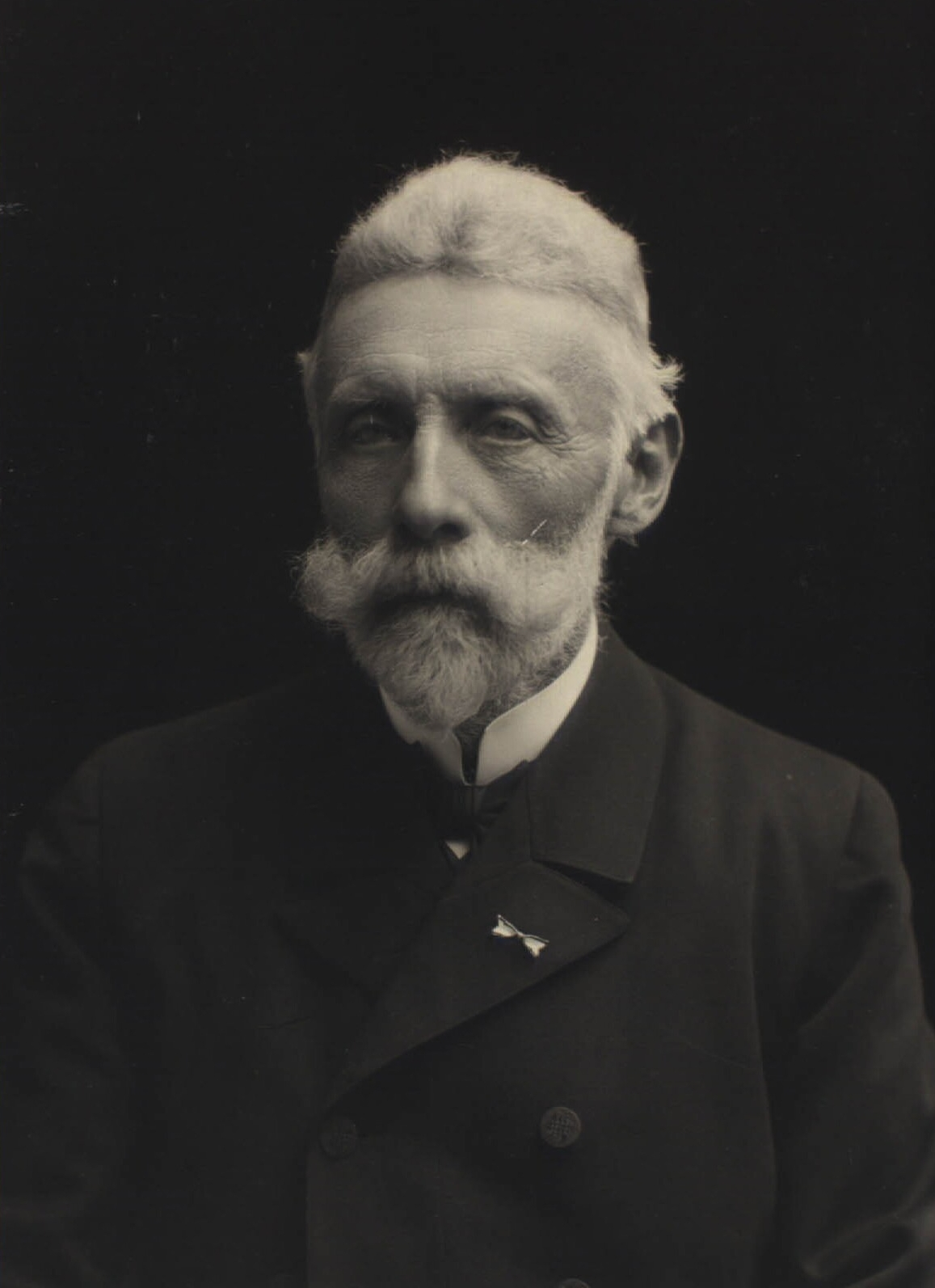
Valdemar Frederik Andreas Berggreen

Valdemar Frederik Andreas Berggreen, född 18 mars 1833 i Köpenhamn, död 1913, var en dansk lantinspektör och kartograf; son till tonsättaren Andreas Peter Berggreen.
Berggreen avlade 1851 polyteknisk examinandexamen och lantmätarexamen, varefter han intill 1855 studerade vid Den Polytekniske læreanstalt och anställdes 1856 som revisor vid Matrikkelkontoret, en befattning vilken han behöll till 1898. Efter att 1857 ha avlagt lantinspektörexamen ägnade han sig i hög grad åt kartografiska arbeten och utarbetade större delen av de danska köpstadskartorna och samtliga Köpenhamnskartor till andra upplagan av Jens Peter Traps "Beskrivelse over Danmark", och utgav senare ett större verk om Köpenhamn innanför vallarna, bestående 112 kvarterskartor i skalan 1:500. Han var i många år ledamot av Diakonissestiftelsens huvudstyrelse och ordförande i samma stiftelses församlingsvård.